# Révai nagy lexikona
A Révai nagy lexikona magyar nyelvű általános lexikon, melyet a Révai Testvérek Irodalmi Intézet Részvénytársaság adott ki 1911 és 1935 között. 20. század végi folytatása a Révai új lexikona. Rövidebb változata Révai kis lexikona (1936) és Révai kétkötetes lexikona (1947–1948) címen jelent meg.

## A Révai Testvérek Irodalmi Intézet Részvénytársaság
A vállalat elődjét, a Révai Testvérek könyvkereskedő vállalatot 1869-ben alapította Révai Sámuel, egy eperjesi könyvkötő műhely tulajdonosa. A vállalkozás Budapesten könyvkereskedést és tudományos antikváriumot rendezett be. A céget kezdetben öccse, Révai Leó (innen a vállalkozás neve), majd fiai, Révay Mór János és Révay Ödön vezették. Révay Mór János 1880-ban megalapította a cég könyvkiadói osztályát. 1880 és 1885 között ő adta ki a „Regényvilág” című folyóiratot, mellyel a kortárs szépirodalmi írók műveinek biztosított megjelenési lehetőséget.
A vállalkozás egyre nagyobb szabású művek kiadását és terjesztését vállalta magára. 1885-ben rájuk bízták a Rudolf trónörökös védnöksége alatt megindult Az Osztrák–Magyar Monarchia Írásban és Képben című kiadványok kiadását és terjesztését. Az 1890-es években a Révai Testvérek által kiadott és terjesztett művek között van többek között a Nagy képes világtörténet, Brehm Alfréd: Az állatok világa és a teljes magyar törvénytár, a Corpus Juris Hungarici. 1895-ben kiadták Jókai Mór összes művét nemzeti díszkiadásban, száz kötetben. A kiadvány 1900-ban a párizsi világkiállításon díjat nyert. Az üzleti sikerekben jelentős része volt annak, hogy a Révay Ödön vezette kereskedelmi osztály – Magyarországon elsőként – részletfizetési kedvezményt adott a kiadványokra. A vállalkozás túlnőtt eredeti keretein, és 1895. július 1-jén részvénytársasággá alakult. A vezérigazgató Révay Mór János lett.
1906-ban csődbe jutott az addigi magyar lexikonkiadás legnagyobb vállalkozása, a Pallas Irodalmi és Nyomdai Rt. Tulajdonosa, Gerő Lajos A Pallas nagy lexikona jogait átadta legnagyobb hitelezőjének, a Révai Részvénytársaságnak.
Révay Mór János 1901-től, két cikluson át országgyűlési képviselő volt, Tisza István bukásáig. Ekkor teljesen visszavonult a politikai élettől és ettől kezdve életének jelentős részét A Pallas nagy lexikona új kiadásának szentelte. Az új kiadást a részvénytársaság Révai nagy lexikona címmel tette közzé.

## A vállalkozás méretei
Révay Mór János A Pallas nagy lexikonából kiindulva egy modern, tudományos eredményeket naprakészen tartalmazó lexikont kívánt készíteni, ezért a szerkesztésbe bevonta szinte az egész magyar tudományos világot. A szerkesztőségnek összesen 877 munkatársa volt – méltatlan lenne bárkit is kiemelni – közülük 149 volt egyetemi tanár, 50 akadémiai tag, 20 fizikus és matematikus, 27 miniszter vagy államtitkár, 69 jogász és 33 orvos. 
A kiegészítés nélküli 20 kötet mintegy 1050 ívet (16.671 kéthasábos oldal), 230 ezer címszót, mintegy 113 millió betűt és több ezer ábrát tartalmaz. A színes térképmellékleteket a Révai Kartográfia külön e célra készítette. 
A terjedelemnek közel fele földrajzi (14%), jogi (6,5%), világtörténelmi (6%), orvosi (5%), állattani (4%), növénytani (3,5%), művészeti (3%), magyar történelmi (3%) témával foglalkozik.

## A lexikon készítésének főbb állomásai
- 1910. augusztus 5-én megkezdődtek az első kötet szedési munkái.
- 1914. július 28-ig megjelent a XI. kötet.
- 1914-ben a kulturális kormányzat felszólította a vállalatot, hogy a háború miatt ne szüneteltesse a szerkesztést.
- 1916 májusában megjelent a XIV. kötet.
- 1916 közepétől a háborús nehézségek miatt a kiadás szünetelt, de a szerkesztési munka folytatódott.

Amikor a Lexikon kiadását elhatároztuk, arra a kérdésre kellett válaszolnunk, hogy milyen elvi szempontok vezessenek bennünket vitás kérdések tárgyalásánál. Elsősorban világos volt előttünk, hogy Lexikonunknak, amennyire az emberileg csak lehetséges, tárgyilagosnak kell lenni. Világos volt előttünk, hogy vitás kérdésekben sem szabad rezonálni és kritizálni és egyoldalúan állást foglalni, hanem közölni kell a különböző felfogásokat, higgadtan és tárgyilagosan és a művelt olvasóra rábízni, hogy a különböző nézetek között alkossa meg a maga ítéletét. Tárgyilagosan ismertető, polémiáktól tartózkodó, pártszempontok fölé emelkedő, felvilágosító és tárgyilagos szellemű ismertetésben látja célját a modern Lexikon.”
- 1918. március 15-én A Révay Részvénytársaság vállalta mintegy 26 ezer előfizető lemondását és kártalanítását.
- 1919-ben a kommün elkobozta a cég papírkészletét.
- 1922-ben Révay Mór újraszervezte a szerkesztőséget és megjelent a XV. kötet.
- 1926 júliusában Révay Mór János halálos ágyán megírta a befejező, XX. kötetbe szánt utószót, mely a mai lexikonírók számára is tartalmaz hasznos gondolatokat. A kötet megjelenését már nem érte meg, 1926. július 7-én meghalt.
- 1935 húsvétján Varjú Elemér főszerkesztésében megjelent a lexikon utolsó, XXI. kötete, amely egy kötetben egészítette ki az addigi 20 kötet cikkeit az új kutatási eredményekkel.
- 1986-ban megkísérelték hasonmás formában kiadni a Révai nagy lexikonát, de az akkori kultúrpolitika bezúzatta az elkészült köteteket.[2]
- 1995–96-ban A szekszárdi Babits Kiadó hasonmás kiadásban megjelentette a Révai nagy lexikona huszonegy kötetét.
- 1996: A szekszárdi Babits Kiadó Kollega Tarsoly István főszerkesztésében Révai új lexikona címen új sorozat kiadásába kezdett. A 2008-ig tizennyolc kötettel és egy pótkötettel megjelent lexikon célja nem a Révai nagy lexikonának kiegészítése, hanem a 20. századi magyarság mindennapi életének és az ennek során keletkezett értékeknek lexikonszerű felmutatása.

## Kiállítása

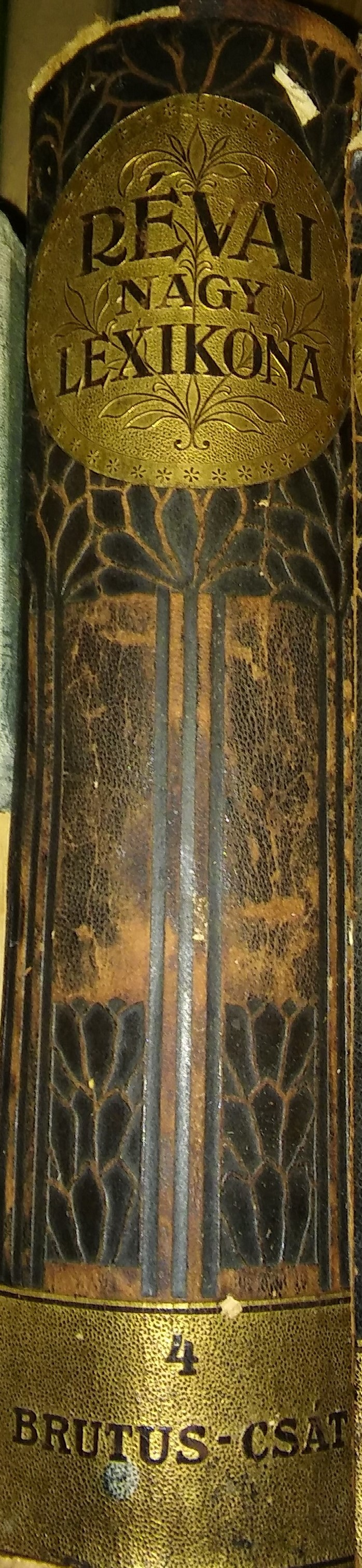
Egy ritkább kötésváltozat

A kötetek különböző kötésváltozatokkal jelent meg:
- legjellemzőbb, és talán legnagyobb példányszámban a sötétkék borítóval + dombornyomott sötétkék gerinccel, felül aranyozott mezőben sorozat-, alul ugyanígy kötetcímmel[3]
- sötétkék borítójú, középen vörös csíkon arany "R" betűvel + sötétkék gerinc, felül aranyozott mezőben sorozat-, alul aranyozott csíkok mellett vörös mezőben kötetszámmal, alatta vörös betűkkel kötetcímmel[4]
- szürkéskék borító sarkokban, bal oldalt barna szövetcsíkkal + barna gerinc aranyozott, nagybetűs felirattal[5]
- barna borító + barna,domború  növényi mintákkal díszített gerinc, felül kör alakú, növényi mintás aranyozott mezőben sorozat-, alul téglalap alakú aranyozott mezőben kötetszámmal, alatta kötetcímmel (ld. kép)

## A lexikon kötetei
| Kötetszám    | Kötetcím                               | Kiadási év | Oldalszám |
| ------------ | -------------------------------------- | ---------- | --------- |
| I. kötet     | A–Arany                                | 1911       | 822 oldal |
| II. kötet    | Arány–Beke                             | 1911       | 802 oldal |
| III. kötet   | Béke–Brutto                            | 1911       | 793 oldal |
| IV. kötet    | Brutus–Csát                            | 1912       | 779 oldal |
| V. kötet     | Csata–Duc                              | 1912       | 787 oldal |
| VI. kötet    | Dúc–Etele                              | 1912       | 787 oldal |
| VII. kötet   | Etelka–Földöv                          | 1913       | 779 oldal |
| VIII. kötet  | Földpálya–Grec                         | 1913       | 788 oldal |
| IX. kötet    | Gréc–Herold                            | 1913       | 810 oldal |
| X. kötet     | Hérold–Jób                             | 1914       | 875 oldal |
| XI. kötet    | Jób–Kontúr                             | 1914       | 875 oldal |
| XII. kötet   | Kontúr–Lovas                           | 1915       | 875 oldal |
| XIII. kötet  | Lovas–Mons                             | 1915       | 875 oldal |
| XIV. kötet   | Mons–Ottó                              | 1916       | 916 oldal |
| XV. kötet    | Ottó–Racine                            | 1922       | 811 oldal |
| XVI. kötet   | Racine–Sodoma                          | 1924       | 873 oldal |
| XVII. kötet  | Sodoma–Tarján                          | 1925       | 875 oldal |
| XVIII. kötet | Tarján–Vár                             | 1925       | 788 oldal |
| XIX. kötet   | Vár–Zsüri + Kiegészítés: Aachen–Beöthy | 1926       | 866 oldal |
| XX. kötet    | Kiegészítés: Bér–Zsolt                 | 1927       | 872 oldal |
| XXI. kötet   | Kiegészítés: A–Z                       | 1935       | 856 oldal |